# Diploderma limingense
Diploderma limingense — вид ігуаноподібних ящірок родини агамових (Agamidae). Ендемік Китаю. Описаний у 2022 році.

## Поширення і екологія
Diploderma limingense відомі з типової місцевості, розташованої у верхів'ях Салуїну, в районі містечка Лімінг на території автономного повіта Юйлун-Насі в окрузі Ліцзян на північному заході провінції Юньнань. Вони живуть в мішаних лісах, на висоті 2300 м над рівнем моря.